# Aristóbulo (filho de Herodes de Cálcis)
Aristóbulo de Cálcis, conhecido também como Aristóbulo V de Cálcis, era filho de Herodes de Cálcis, o segundo filho de Aristóbulo IV, filho de Herodes, o Grande. Ele se casou com Salomé, a famosa dançarina, filha de Herodias. Nero fez de Aristóbulo rei da Arménia Menor.

## Vida
Aristóbulo era casado com Salomé, sua prima. Salomé havia se casado, antes, com Filipe, tetrarca da Traconítida, com quem não teve filhos. Aristóbulo e Salomé tiveram vários filhos.
Aristóbulo não sucedeu diretamente seu pai como governante de Cálcis, na Itureia. Ao invés disso, após a morte de seu pai em 48, o imperador Cláudio deu o reino ao primo de Aristóbulo, Herodes Agripa II, mas apenas como uma tetrarquia. Em 53, Agripa II foi obrigado a renunciar ao governo da tetrarquia de Cálcis, mas ganhou o título de rei e o controle sobre os territórios que antes eram governados por Filipe, o Tetrarca (também conhecido como Herodes Filipe II) e Lisânias. Depois disso, Aristóbulo recebeu a tetrarquia de Cálcis em 57. Ele reinou em Cálcis até 92, quando, de acordo com as moedas, o território passou a fazer parte da província romana da Síria.
Ele foi identificado como o Aristóbulo que Nero nomeou rei da Armênia Menor em 55, e que participou com suas tropas na Guerra romano-parta de 58-63, recebendo uma pequena parte da Armênia Maior em troca. Esse Aristóbulo foi deslocado da Armênia Menor em 72, mas acredita-se que ele seja o "Aristóbulo de Calcídia" que apoiou Lúcio Júnio Cesênio Peto, o procônsul da Síria, na guerra contra Antíoco de Comagena em 73, e por isso foi recompensado com um novo reino, "provavelmente Calcis ad Belum" (atual Qinnasrin, no norte da Síria). Assumindo que todos esses Aristóbulos eram de fato a mesma pessoa, ele pareceria ter sido governante, em várias épocas, da Cálcis Itureiana, da Armênia Menor e da Cálcis da Celessíria (Qinnasrin).